# Couvent d'Augustines Notre-Dame
Le couvent d'Augustines Notre-Dame est un monument historique situé à Molsheim, dans le département français du Bas-Rhin.

## Localisation
Ce bâtiment est situé avenue de la Gare et rue Notre-Dame à Molsheim.

## Historique
L'édifice fait l'objet d'une inscription au titre des monuments historiques depuis 2002.

## Architecture

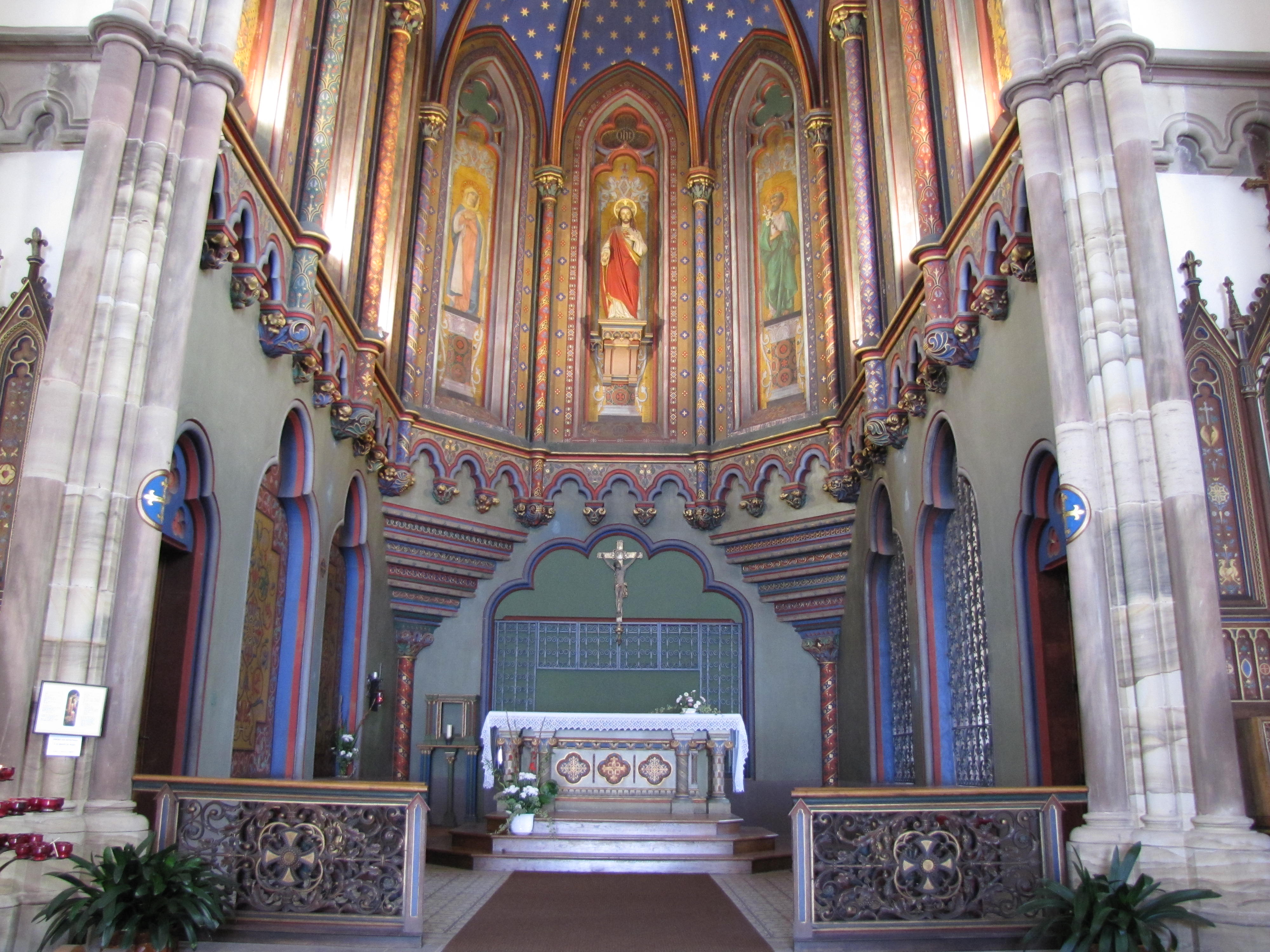
Chœur néo-gothique.
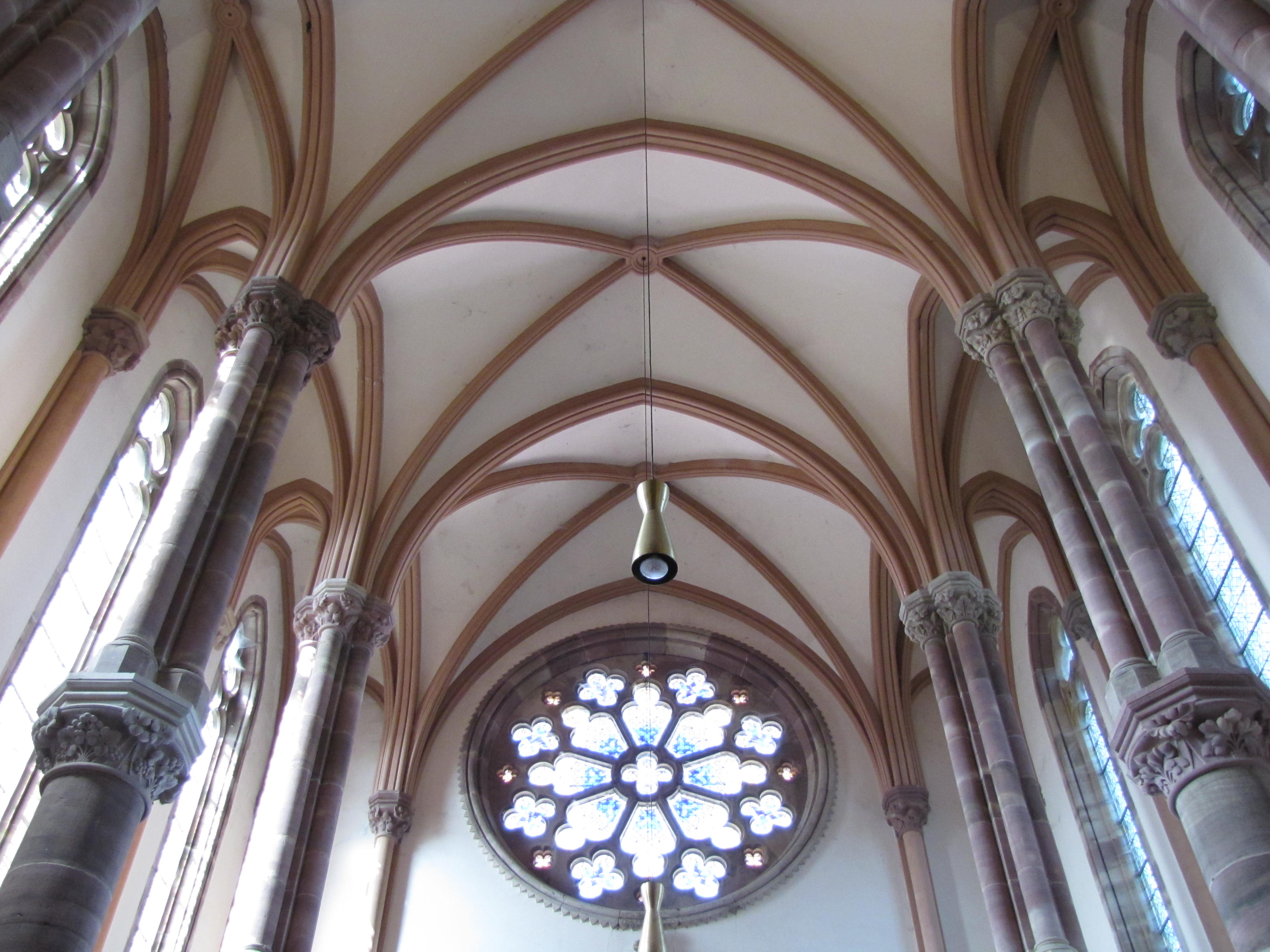
Voûtes néo-gothiques.
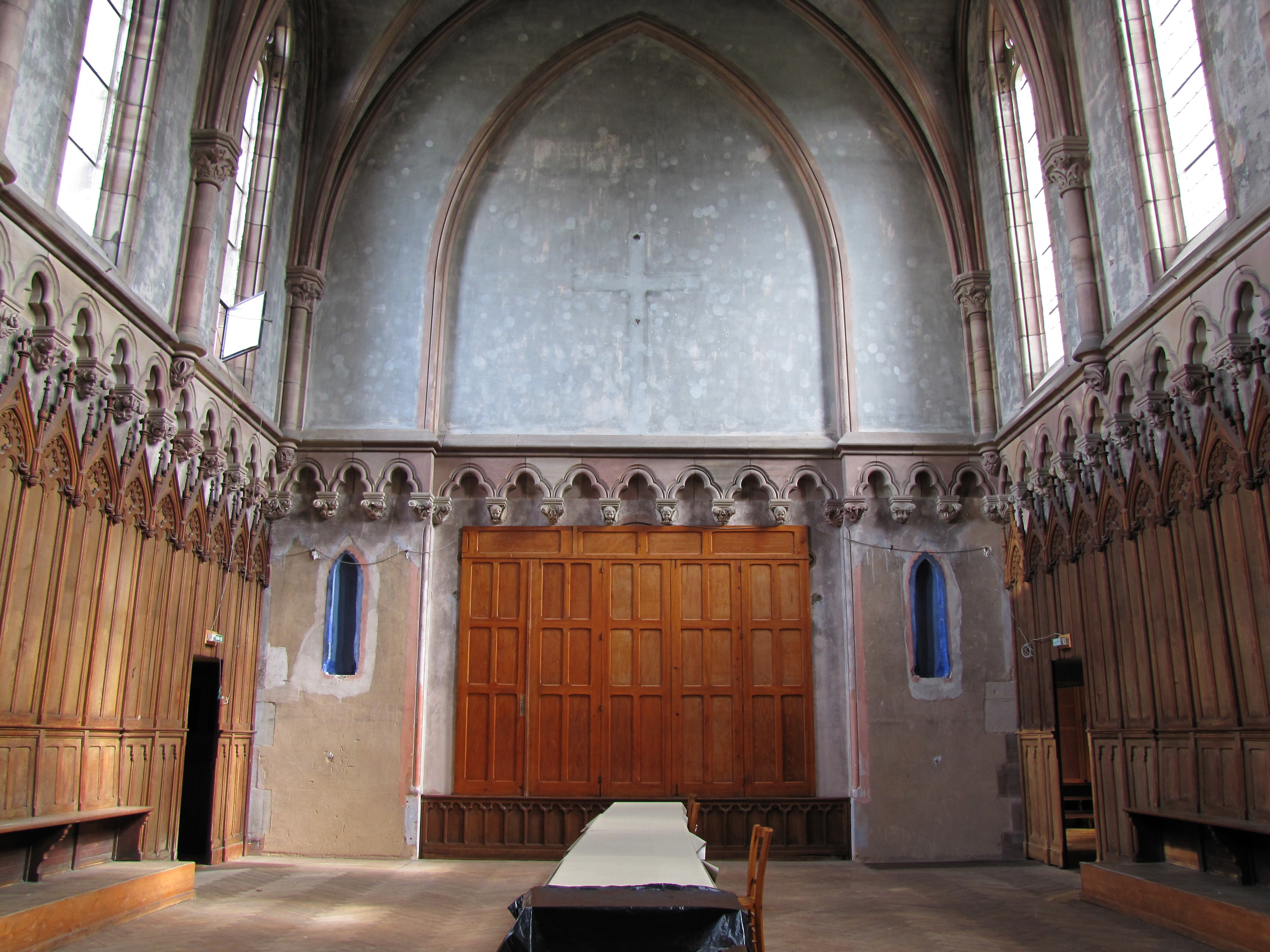
Ancienne salle capitulaire.